# La Grande Soufrière
La Grande Soufrière (Francuski izgovor: la ɡʁɑ̃d sufʁijɛʁ), ili jednostavno Soufrière (antilski kreolski: Soufwiyè), aktivni je stratovulkan na francuskom otoku Basse-Terre, Gvadalupa. To je najviši planinski vrh na Malim Antilima, koji se uzdiže na 1467 m visok.
Posljednja magmatska erupcija bila je prije 1580±50 godina tijekom koje je postavljena sadašnja vulkanska kupola. Novije erupcije bile su freatske vrste. Dana 8. veljače 1843., erupcija La Grande Soufrière uzrokovana potresom ubila je više od 5000 ljudi.
Značajna seizmička aktivnost 1976. dovela je do masovne evakuacije 72 000 stanovnika otoka. Između znanstvenika Claudea Allègrea i Harouna Tazieffa došlo je do žučne i dobro publicirane polemike o tome treba li doći do evakuacije. Allègre je smatrao da se stanovništvo treba evakuirati, za svaki slučaj, dok je Tazieff smatrao da je Soufrière bezopasan. Prefekt se odlučio za evakuaciju. Vulkan je eruptirao 30. kolovoza 1976., ali mnogo manje nego što je predviđao Allègre. Nije bilo smrtno stradalih niti veće štete, osim velikih troškova evakuacije.
Dok je otok bio pust, njemački redatelj Werner Herzog otputovao je u napušteni grad Basse-Terre kako bi pronašao seljaka koji je odbio napustiti svoj dom na padinama vulkana. Njegovo putovanje zabilježeno je u filmu La Soufrière.

## Vanjske poveznice
|  | Zajednički poslužitelj ima još gradiva o temi La Grande Soufrière |